# Kateřina Váňová
Kateřina Váňová (8 de junio de 2005) es una deportista checa que compite en pentatlón moderno. Ganó una medalla de plata en el Campeonato Europeo de Pentatlón Moderno de 2025, en la prueba de relevo.

## Medallero internacional
| Campeonato Europeo | Campeonato Europeo | Campeonato Europeo | Campeonato Europeo |
| Año                | Lugar              | Medalla            | Competición        |
| ------------------ | ------------------ | ------------------ | ------------------ |
| 2025               | Madrid (España)    | Medalla de plata   | Relevo             |